# Cot Reuneuleuet
Cot Reuneuleuet är en kulle i Indonesien.   Den ligger i provinsen Aceh, i den västra delen av landet, 1 800 km nordväst om huvudstaden Jakarta. Toppen på Cot Reuneuleuet är 215 meter över havet.
Terrängen runt Cot Reuneuleuet är kuperad åt nordost, men åt sydväst är den platt. Runt Cot Reuneuleuet är det tätbefolkat, med 257 invånare per kvadratkilometer. Närmaste större samhälle är Banda Aceh, 13,3 km väster om Cot Reuneuleuet. Omgivningarna runt Cot Reuneuleuet är en mosaik av jordbruksmark och naturlig växtlighet.